# Битва за Купрес (1992)
Битва за Купрес (серб. Битка за Купрес, босн. и хорв. Bitka za Kupres) — бои за город Купрес и его окрестности между югославскими и сербскими силами с одной стороны, и хорватскими силами — с другой, во время Боснийской войны, с 3 по 11 апреля 1992 года. Причиной битвы стало желание конфликтующих сторон занять Купрес с прилегающими районами. В боях югославскую армию поддерживали силы местной сербской территориальной обороны, а на стороне подразделений боснийских хорватов воевали части регулярной армии Хорватии. Атака хорватских сил на город и окрестные сёла вызвала контрнаступление югославской армии, закончившееся поражением хорватских формирований и переходом Купреса под контроль Югославской народной армии. Битва за Купрес стала одним из первых сражений войны в Боснии и Герцеговины.

## Предыстория

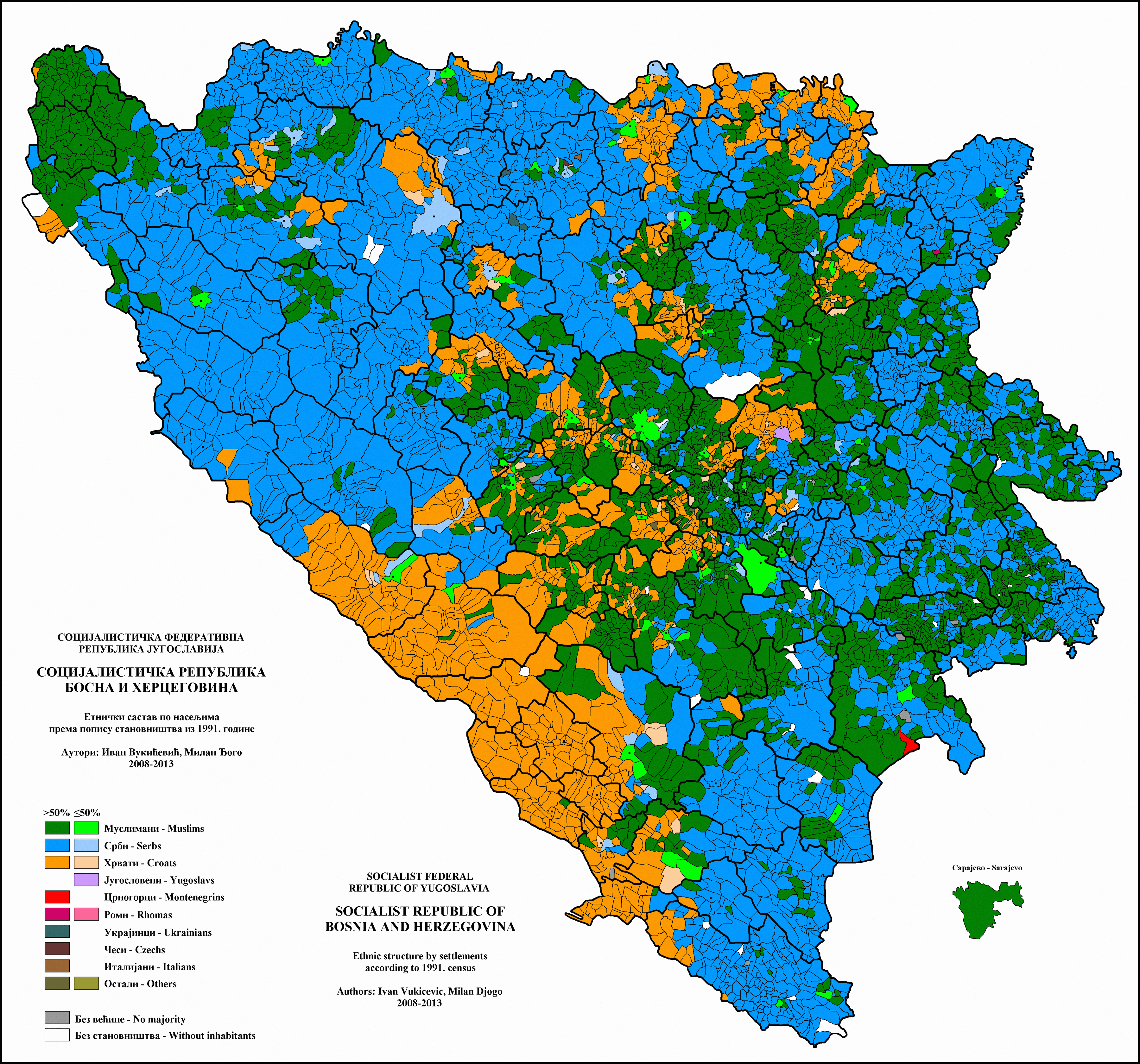
Этническая карта Боснии и Герцеговины согласно переписи населения 1991 года

Босния и Герцеговина исторически была многонациональным государством. По данным переписи 1991 года, 43,7 процента населения были боснийскими мусульманами, 31,4 процента — сербами, 17,3 процента — хорватами, и 5,5 процента определяли себя как югославы. Большинство югославов были сербами, либо детьми от смешанных браков. В 1991 году 27 % браков были смешанными.
В результате первых многопартийных выборов, состоявшихся в ноябре 1990 года, победили три крупнейшие националистические партии — Партия демократического действия, Сербская демократическая партия и Хорватское демократическое содружество.
Стороны разделили власть по этнической линии так, что главой республики стал босниец-мусульманин Алия Изетбегович, председателем парламента — серб Момчило Краишник, а премьер-министром — хорват Юре Пеливан. 15 октября 1991 года парламент Социалистической республики Боснии и Герцеговины в Сараеве принял «Меморандум о суверенитете Боснии и Герцеговины» простым большинством голосов. Меморандум встретил горячие возражения сербских членов боснийского парламента, утверждавших, что вопросы, касаемые поправок в конституцию, должны быть поддержаны 2/3 членами парламента. Несмотря на это, «Меморандум» был утверждён, что привело к бойкоту парламента со стороны боснийских сербов. Во время бойкота было принято законодательство республики. 25 января 1992 года во время сессии боснийского парламента он призвал к референдуму по вопросу независимости, назначив его на 29 февраля и 1 марта.
29 февраля — 1 марта 1992 года в Боснии и Герцеговине прошёл референдум о государственной независимости. Явка на референдуме составила 63, 4 %. 99, 7 % избирателей проголосовали за независимость. Независимость республики была подтверждена 5 марта 1992 года парламентом. Однако сербы, которые составляли треть населения БиГ, бойкотировали этот референдум и заявили о неподчинении новому национальному правительству БиГ, начав с 10 апреля формировать собственные органы власти с центром в городе Баня-Лука. Национальное движение сербов возглавила Сербская демократическая партия Радована Караджича.
Купрес и окрестные сёла до начала боснийской войны имели смешанное население, большинство составляли сербы — 51 %. 39 % составляли хорваты, 7 % — боснийские мусульмане. Рост напряжённости в этом районе шёл параллельно с осложнением ситуации во всей Боснии и Герцеговине. Кроме того, боснийские хорваты негативно воспринимали участившееся движение армейских колонн через город и размещение неподалёку от него военных подразделений, выводимых из Словении.
29 февраля 1992 года произошел первый серьёзный инцидент: группа бойцов ХСО установила блокпост на пути из Купреса в Шипово и остановила колонну федеральной армии, которая позднее была отпущена и вернулась обратно. Однако это событие привлекло к городу внимание командования 5-го корпуса, которое приказало пополнить личный состав 30-й партизанской дивизии и более тщательно следить за обстановкой в этом районе. Хорватские силы начали создавать дополнительные блокпосты, после чего их созданием начали заниматься армейские подразделения. В марте боснийские хорваты пополняли силы подкреплениями из Хорватии и создавали укрепрайон в Шуйице. В свою очередь, ЮНА разработала план упреждающего удара, на случай, если хорватские силы в Купресе продолжат наращивать свою численность. Была также подготовлена мобилизация сербского населения в городе, однако она произошла только частично в ряде окрестных сёл. Непосредственно в конце марта силы 30-й дивизии смогли организовать оборону в ряде сёл вокруг Купреса и взять под контроль большую часть дороги на Шипово. В селе Злосела участок дороги контролировали хорваты. Они также усилили части в Купресе и заняли ряд зданий в городе, в том числе почту.
2 апреля в Купрес по приглашению югославского командования прибыли члены Президиума Боснии и Герцеговины Биляна Плавшич и Франьо Борас. Ими было предложено усилить роль местной милиции, причем её национальный состав уравнять в соответствии с этническим соотношением населения, а также вывести из города все блокпосты. Представители боснийских хорватов и мусульман в ответ предложили командованию ЮНА вывести свои силы. Армейское руководство, напротив, предложило взамен хорватских формирований разместить в городе армейские подразделения. В итоге стороны не пришли к соглашению. Командованием хорватской стороны было принято решение начать атаку на силы ЮНА и сербской ТО 3 апреля.

## Силы сторон

### Сербские и югославские
Купрес и прилегающие районы входили в зону ответственности 5-го Банялучского корпуса Сухопутных войск Югославской народной армии. Весной 1992 года часть корпуса находилась в процессе вывода своих сил из Западной Славонии, контроль над которой перешёл к Сербской Краине и миротворцам ООН.
Непосредственно в битве участвовали части 30-й партизанской дивизии 5-го корпуса, в том числе подразделениям её 1-й, 13-й и 19-й партизанских бригад, подразделения корпусного подчинения, в том числе 5-й добровольческий батальон, части 9-го Книнского корпуса ЮНА, в том числе подразделения 11-й моторизованной бригады, 9-й бронетанковый батальон и т.д.
Точная численность югославских войск и местной ТО боснийских сербов неизвестна. О вооружении существуют только отрывочные данные, позволяющие установить количество артиллерийских орудий и бронетехники у некоторых подразделений. После ввода в бой сил 9-го Книнского корпуса и тех частей 5-го корпуса, что были в Западной Славонии и уже имели опыт боевых действий, перевес в численности и подготовке личного состава оказался на югославской стороне. В бронетехнике и артиллерии у ЮНА изначально было преимущество перед хорватскими силами. На вооружении ЮНА и сербской ТО было не менее 17 танков Т-55, 8 БТР М-60, 5 БМП М-80, определенное количество миномётов, 6 орудий М56, 3 орудия ЗИС, 12 гаубиц Д-30, 6 ЗСУ М53/59 «Прага».
В подразделениях ЮНА, кроме ранее мобилизованных в ряды армии, также действовали добровольцы из Югославии и Сербской Краины.

### Хорватские
Летом 1991 года, уже во время распада Югославии, Хорватское демократическое содружество начало создавать полувоенные формирования на территории БиГ. Политическое и военное руководство Хорватии прилагали значительные усилия для создания армии боснийских хорватов. Благодаря этому формирования боснийских хорватов, получившее наименование Хорватский совет обороны, были сформированы в краткий срок и встретили начало боевых действий с уже налаженной структурой.
Непосредственно в Купресе подготовку к войне боснийские хорваты начали в сентябре 1991 года. В городе ими был тайно создан Кризисный штаб, внутри которого позднее был сформирован штаб Территориальной обороны. В ноябре того же года в Купресе и его окрестностях началось формирование вооруженных подразделений. Часть личного состава набиралась из добровольцев, другую часть составили местные хорваты. К концу 1991 года они были объединены в Купреский батальон, насчитывавший пять рот и самостоятельный взвод.
В борьбе за Купрес участвовали также подразделения регулярной армии Хорватии, находившиеся на территориях под контролем боснийских хорватов. По данным югославской разведки, в Купресе и прилегающих районах против югославских сил действовали части 101-й, 106-й и 204-й бригад хорватской армии, что хорватский историк Давор Марьян считает маловероятным. По его данным, со стороны вооружённых сил Хорватии были отдельные части 126-й бригады, 4-й гвардейской бригады, специальных батальонов «Франкопан» и «Зрински».
Точные численность и вооружение хорватских сил неизвестны. В районе Купреса у хорватов было некоторое количество миномётов и безоткатных орудий, а также несколько единиц бронетехники. Некоторое количество артиллерии оказывало поддержку хорватским силам из района Шуйице.

## Ход операции
В 07:30 3 апреля хорватские силы при поддержке артиллерии начали наступление на село Доньи-Малован, которое обороняли бойцы сербской ТО. Параллельно с этим ими был блокирован туннель «Купрешка-Врата» и атакованы позиции 1-го батальона 19-й партизанской бригады ЮНА. Спустя три часа боев хорваты заняли село, часть населения и сербских бойцов смогли отступить. В городе командование ЮНА предложило местному главе Хорватского Демократического Содружества провести переговоры, но тот отказался. Днем командование 30-й дивизии приказало подчиненным силам начать атаку на хорватские позиции около Злосела. Несмотря на эффективную поддержку артиллерии, ЮНА не удалось выбить хорватов из села, что позднее было объяснено плохой координацией подразделений и опозданием части 13-й партизанской бригады. Между тем, огонь хорватской артиллерии был перенесён на село Горни-Малован, которое к вечеру 3 апреля было окружено хорватами. Обе стороны планировали продолжение боёв. Хорваты получали подкрепления из населённых пунктов Западной Герцеговины, а 5-й корпус ЮНА начал срочную переброску некоторых подразделений из Западной Славонии, в том числе части 5-го добровольческого батальона, дивизиона 5-го смешанного артиллерийского полка и батареи 5-го легкого артиллерийского полка ПВО.
4 апреля хорватам удалось занять Горни-Малован, выбив оттуда бойцов сербской ТО. Две роты ЮНА, находившиеся поблизости, также были оттеснены. Гражданское сербское население начало эвакуацию в Гламоч, где местными властями был организован их приём. В самом Купресе хорваты вели снайперский и миномётный обстрел 1-го батальона 19-й партизанской бригады, который был блокирован. В ответ артиллерия ЮНА предприняла мощный обстрел Злосела, в результате чего большинство оборонявших его хорватских бойцов дезертировали и командованию ХСО пришлось усилить оборону подразделениями из Посушья. Также 5 апреля в бою начали участвовать силы 9-го Книнского корпуса ЮНА: 1-й батальон 11-й моторизованной бригады корпуса предпринял неудачную атаку на занятое хорватами село Растичево.
5 апреля стороны продолжали увеличение и перегруппировку сил. В частности, силы ЮНА были усилены танковой ротой из 9-го корпуса, а также сводным отрядом под командованием Славко Лисицы. Из десяти танков после марша на Купрес шесть нуждались в ремонте. В самом Купресе продолжались бои, силы ЮНА и сербской ТО были выбиты хорватами из западной части города.
6 апреля хорватские силы активизировали атаки в городе и задействовали бронетехнику, благодаря чему им удалось взять под контроль большую его часть, в том числе центр. Югославские солдаты и бойцы сербской ТО прорывались из Купреса, разбившись на небольшие группы. В городе хорватские солдаты убили несколько гражданских сербов и военнопленных, ещё несколько сотен пешком были отправлены в лагеря в подконтрольных хорватам городах Западной Герцеговины, откуда часть из них направили в лагеря на территории Хорватии. Параллельно с этим подразделения югославской армии начали наступление по нескольким направлениям и, в большинстве случаев, смогли вынудить хорватов начать отступление в сторону города.
7 апреля на помощь подразделениям ЮНА подошли основные силы 9-го бронетанкового батальона. Армия продолжила атаки на хорватские позиции в сёлах вокруг Купреса, а во второй половине дня, после прорыва хорватской обороны, силы ЮНА вошли в город с севера и юга, окружив находившиеся в городе хорватские формирования. К вечеру те начали капитуляцию. По данным Давора Марьяна, сдались 75 хорватов, включая и гражданских лиц. В то же время в городе в течение дня оставались отдельные очаги сопротивления, которые ликвидировали югославские солдаты. При этом произошло несколько инцидентов, когда оставшиеся в городе гражданские сербы занялись мародёрством в покинутых хорватами домах.
С 8 по 11 апреля интенсивность боевых действий постепенно спадала. Силы ЮНА и сербской ТО зачистили сам Купрес и затем заняли ряд окрестных сёл. Хорватские силы были дезорганизованы и начали хаотичное отступление, не имея возможности противостоять атакам югославской бронетехники. Некоторые хорватские бойцы заблудились в горах и вышли на сербские позиции в направлении Гламоча, где были убиты, либо попали в плен. 11 апреля югославская армия заняла село Горни-Малован, после чего операция была прекращена.

## Дальнейшие события

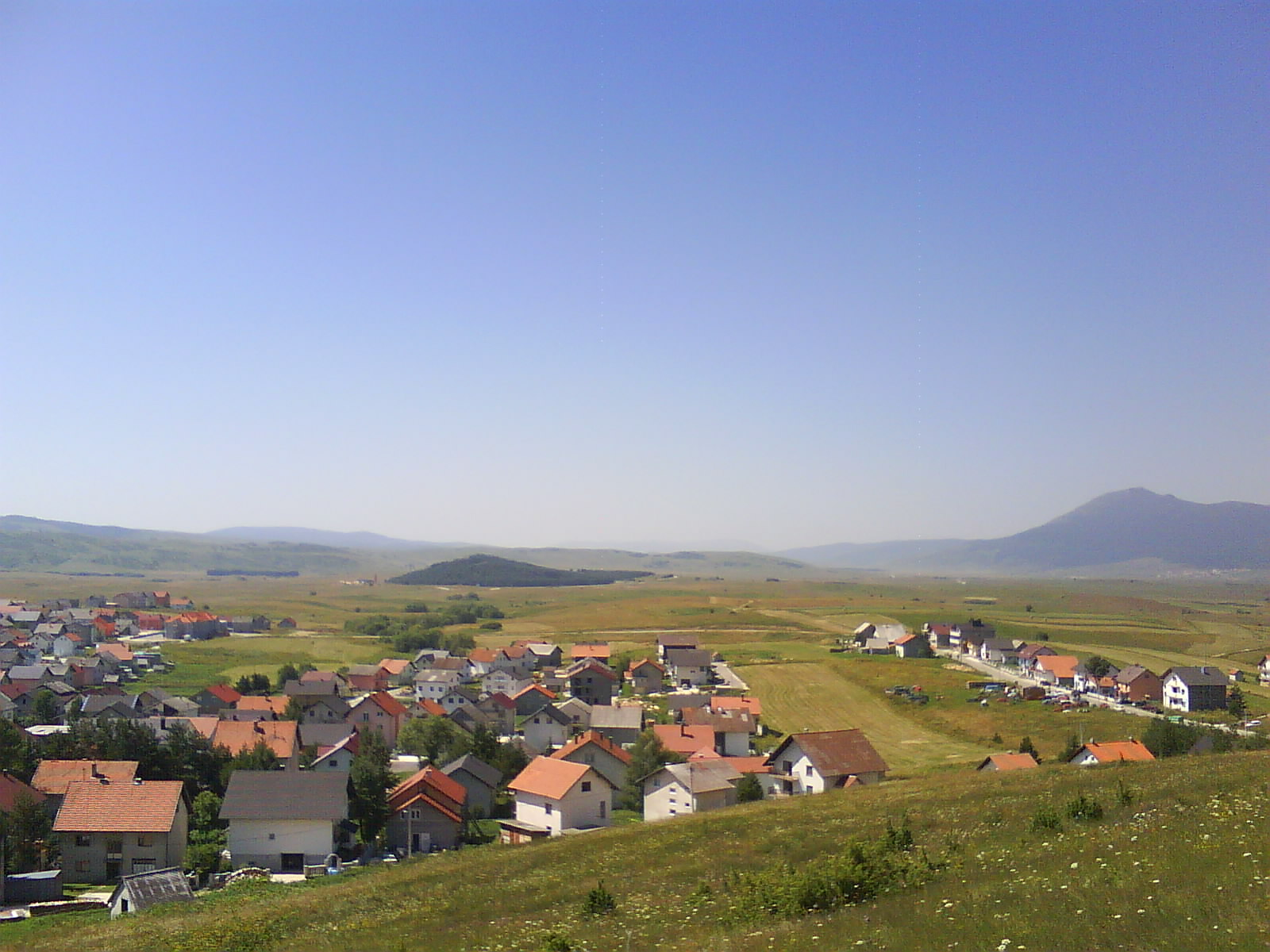
Купрес в 2009 году

По данным Давора Марьяна, хорватские потери составили 160 человек убитыми, из которых 19 гражданских жертв. По разным данным, от 23 до нескольких десятков хорватов попали в плен. Хорваты потеряли всю имевшуюся под Купресом бронетехнику, кроме одной БМП. Потери югославской армии и боснийских сербов составили 85 убитых и 154 пленных. При этом неизвестно, сколько их были гражданскими. По сербским данным, от 57 до 72 военнопленных и гражданских сербов были убиты хорватами. Во время боев сильно пострадал жилой фонд города, противоборствующие стороны уничтожали дома, принадлежащие противнику.
14 мая 1992 года произошел обмен пленными. 66 гражданских сербов и солдат ЮНА, пленённых в Купресе и затем попавших в хорватский лагерь Лора, были обменены 14 мая 1992 года в селе Житнич близ Дрниша. Ещё часть из них была обменена 29 июня 1993 года при посредничестве наблюдателей от Евросоюза.
В 1994 году Купрес и ряд близлежащих сёл были заняты силами боснийских мусульман и хорватов в результате операции «Цинцар-94».
28 марта 2013 года полиция Республики Сербской представила Прокуратуре Боснии и Герцеговины обвинение против восьми членов хорватских отрядов за преступления против гражданских сербов в Купресе.
25 сентября 2013 года полиция хорватского города Шибеник выдвинула обвинение против 21 ветерана Югославской народной армии, участвовавших в боях за Купрес. По данным полиции, они взяли в плен 23 бойца Хорватского совета обороны, которые были перемещены в тюрьму в Книне и подвергались различным издевательствам.